# Boisemont (Dolina Oise)
Boisemont – miejscowość i gmina we Francji, w regionie Île-de-France, w departamencie Dolina Oise.
Według danych na rok 1990 gminę zamieszkiwało 598 osób, a gęstość zaludnienia wynosiła 216 osób/km² (wśród 1287 gmin regionu Île-de-France Boisemont plasuje się na 758. miejscu pod względem liczby ludności, natomiast pod względem powierzchni na miejscu 829.).